# Landhaus Prof.-Wilhelm-Ring 16 (Radebeul)

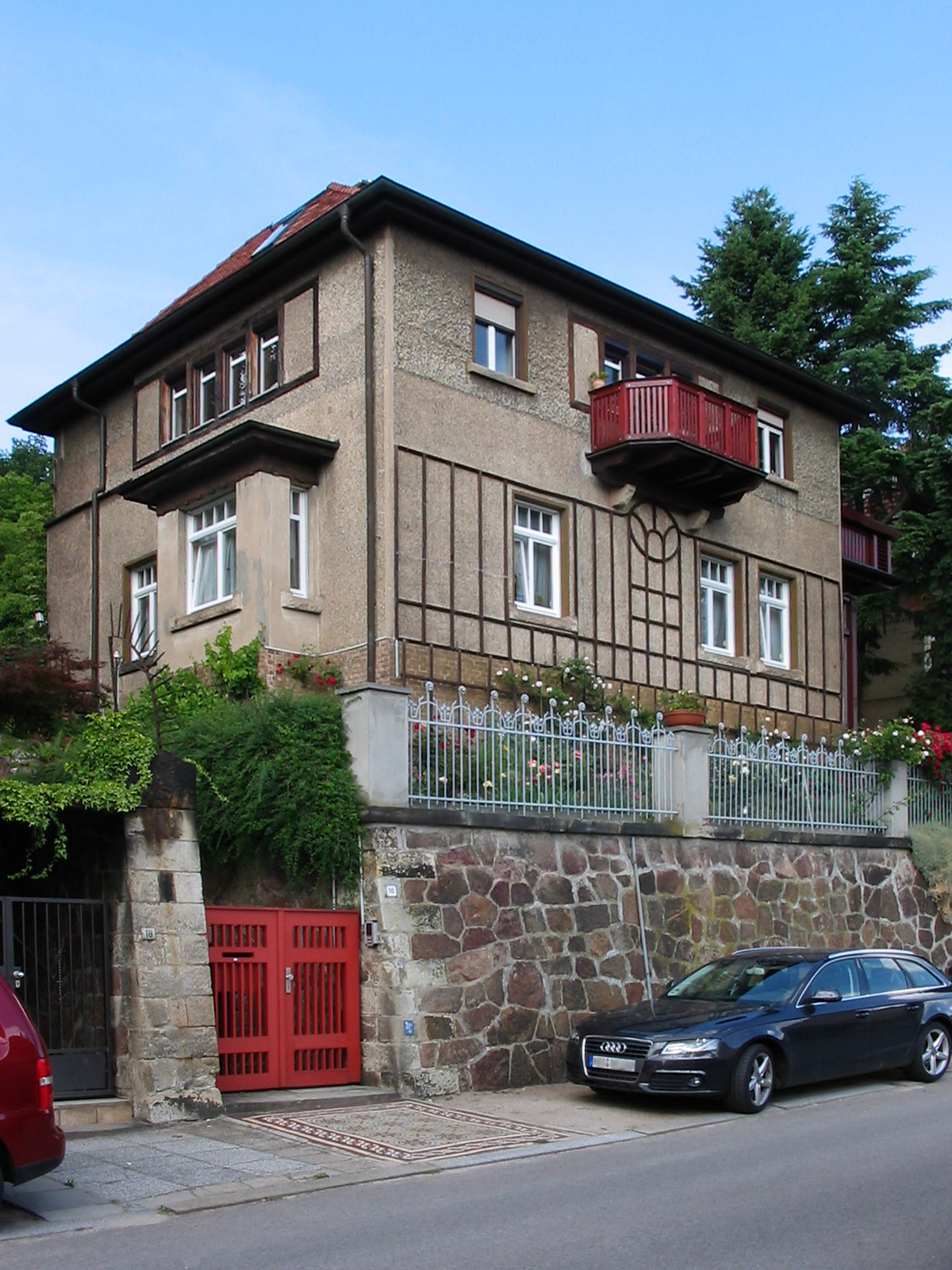
Prof.-Wilhelm-Ring 16

Das Landhaus im Prof.-Wilhelm-Ring 16 war der erste Individualentwurf im Kundenauftrag, den das Architektenbüro Schilling & Graebner in der Villenkolonie Altfriedstein errichtete. Es liegt im Stadtteil Niederlößnitz der sächsischen Stadt Radebeul. In den Jahren 1933/1934 wurde es von einem auf zwei Geschosse aufgestockt und dabei stark verändert.

## Beschreibung
Das zusammen mit seiner Stützmauer und der schmiedeeisernen Einfriedung unter Denkmalschutz stehende Landhaus steht hoch über einer Bruchstein-Stützmauer, in der sich die hölzerne Eingangspforte mit einer Aufgangstreppe befindet. Das heute zweigeschossige Gebäude hat ein Souterraingeschoss sowie ein Walmdach. Auffällig in der nach Süden ausgerichteten Straßenansicht ist ein holzgefasster Balkon vor dem mittigen Dreifachkuppelfenster. Unter dem Balkon findet sich ein jugendstiliges Pflanzenspalier.
Der ungegliederte Putzbau hat in der linken Seitenansicht einen eingeschossigen Standerker mit einem mächtigen Dachgesims, in der rechten Ansicht steht eine zweigeschossige Veranda; der Eingangsvorbau befindet sich auf der Rückseite.

## Geschichte

Ansicht Villa Prof.-Wilhelm-Ring 16, 1905/1906

Die 1903 als Brühlstraße an die Gemeinde Niederlößnitz übergebene Straße erschließt in ihrem Verlauf von der Moritzburger Straße durch den ehemaligen Hof des Herrenhauses Altfriedstein bis hin zum Wendehammer vor der Villa Schwarze (Prof.-Wilhelm-Ring 26) einen Teil der Steillagen des ehemaligen Weinguts. Infolgedessen musste die Nordseite durch eine hohe Stützmauer zur Straße abgefangen werden, die die dortigen Bauplätze hoch über den Köpfen der Passanten abfängt.
Im Jahr 1903 entwarf das Architektenbüro Schilling & Graebner im Kundenauftrag ein eingeschossiges Landhaus mit stark ausgebautem Dachgeschoss. Auf der Hangseite zur Straße befand sich über dem dortigen Balkon ein großes Zwerchhaus.
Zwischen 1933 und 1934 wurde das Gebäude durch ein zweites Vollgeschoss aufgestockt und erhielt ein neues Dach.